# Gaetano Lapis
Gaetano Lapis (Cagli, 13 août 1706 – Rome, 1er avril 1773) est un peintre italien de la période baroque tardive.

## Biographie

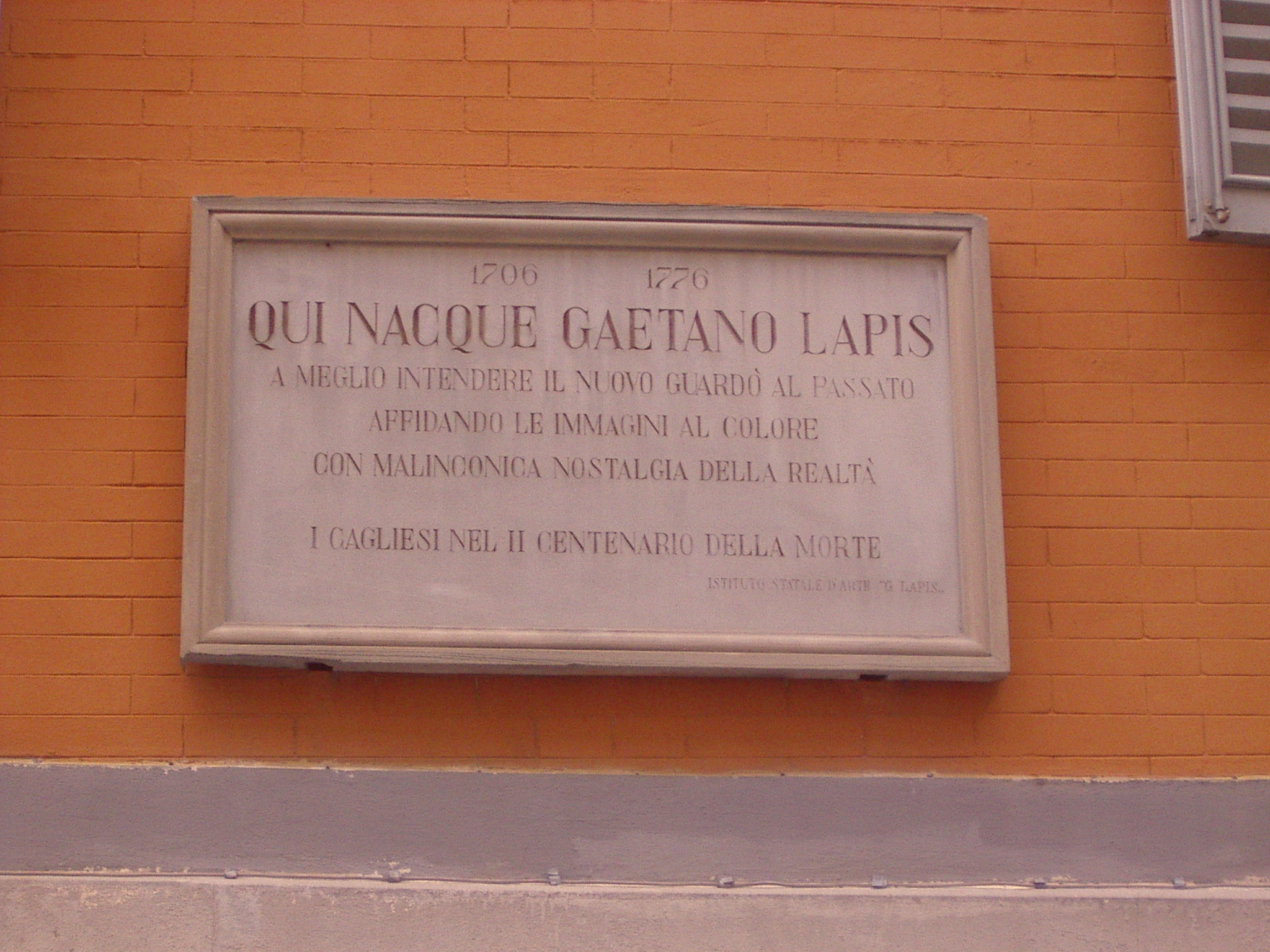
Plaque commémorative sur sa maison natale à Cagli.

Gaetano Lapis est né à Cagli dans la province de Pesaro et d'Urbino (Marches).
Il s'est formé auprès de Sebastiano Conca.
En 1739 il est nommé à la Congregazione dei Virtuosi al Pantheon et en 1741 devient membre de  l'Accademia di San Luca.
Parmi ses principaux élèves on note Pompeo Batoni et Antonio Cavallucci.

## Œuvres

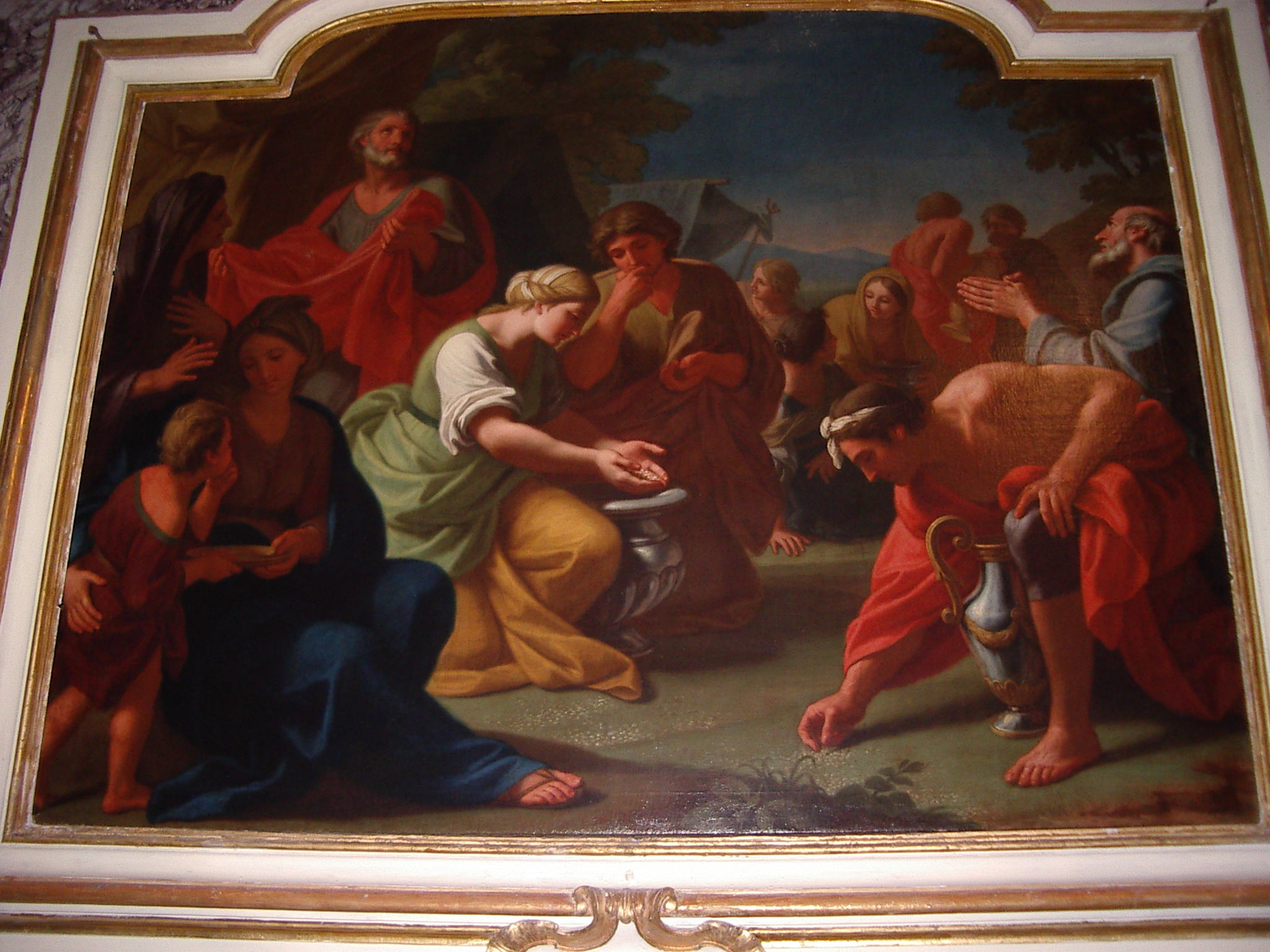
Tombée de la Manne, cathédrale de Cagli (Marches).

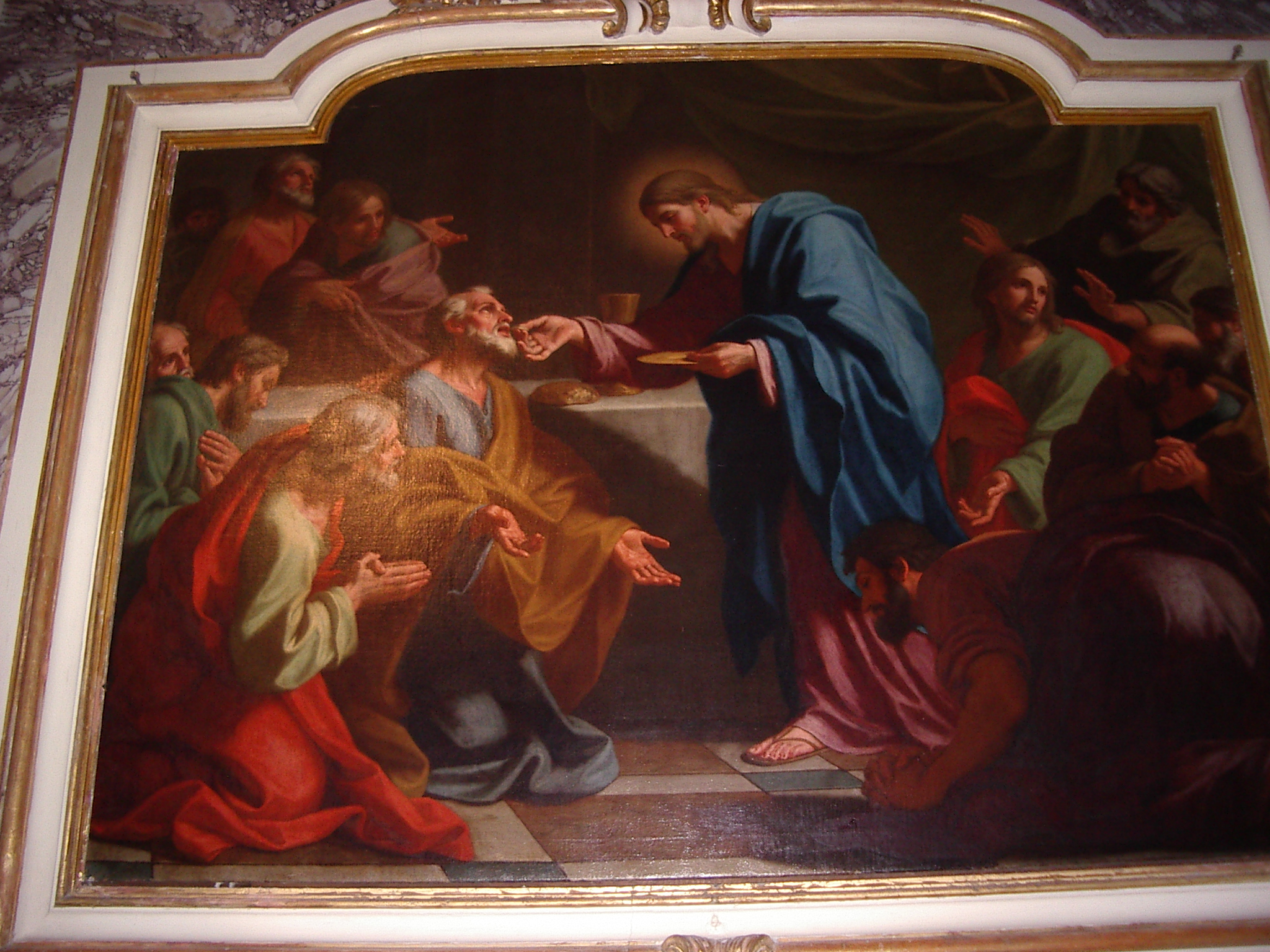
Communion des Apôtres, cathédrale de Cagli.

- Naissance de Venus, fresque, plafond Palais Borghèse, Rome.
- Diane et Endymion, Palais Dorotheum, Vienne, Autriche.
- Extase de saint François, Saint Marc, Venise.
- Vierge à l'Enfant en gloire avec saint Christophe et un évêque.
- Allégorie de l'Architecture, Boetto, Gênes.
- Sainte Bibiana refuse d'adorer les saints païens, Saint Marc, Palidano Gonzaga.
- Mort de saint François Saverio, Finarte, Milan.
- Père éternel, Mort de Sant'Andrea Avellino (1758), Communion des Apôtres  et Tombée de la Manne, Cathédrale de Cagli.
- Archange Michel, (1764), Église Saint-Joseph de Cagli, cathédrale de Cagli, Marches :
- Tombée de la Manne,
- Communion des Apôtres,
- Mort de saint André Avellin.